# Ossufo Momade
Ossufo Momade (n. Isla de Mozambique, 30 de enero de 1961) es un militar y político mozambiqueño, presidente de la Resistencia Nacional Mozambiqueña (RENAMO), principal partido de la oposición de Mozambique, desde el 17 de enero de 2019. Asumió interinamente la presidencia del partido tras la muerte de su líder histórico, Afonso Dhlakama, en mayo de 2018, hasta que fue elegido presidente del partido en un congreso interno realizado a principios del siguiente año. Es también candidato presidencial de la RENAMO de cara a las elecciones generales de 2019.

## Primeros años y educación
Momade nació en la Isla de Mozambique, entonces parte de la colonia del África Oriental Portuguesa, el 30 de enero de 1961, hijo de su padre homónimo, Ossufo Momade, y su madre Alide Zainabo. Asistió a la Escuela Primaria Luís de Camões, y luego de completar su cuarto grado en 1973, se trasladó a la Escuela Comercial Pêro da Covilhã. En 1974, tras el derrocamiento de la dictadura portuguesa y el fin de la guerra de independencia mozambiqueña, Momade se alistó, con poco más de trece años, al naciente ejército de la República Popular de Mozambique en la provincia de Nampula. Trabajó como secretario privado antes de ser nombrado Director Provincial de Sanidad. En 1978, con diecisiete años y pocos meses después del estallido de la guerra civil, se trasladó al centro de entrenamiento militar en Inhambane.

## Participación en la guerra civil
Durante su estadía en Inhambane en 1978, Momade escuchó hablar por primera vez de la RENAMO, guerrilla anticomunista insurgente, que unos pocos meses después lo secuestró y lo retuvo como rehén. En diciembre del mismo año fue persuadido de unirse a la guerrilla. Al año siguiente, tras una represión militar en Gorongosa y Maringue, Momade apoyó al entonces nuevo líder de RENAMO, Afonso Dhlakama, en una misión militar en Tete, donde se ganó la confianza de la dirigencia de la RENAMO, llevando a cabo más misiones en las provincias de Manica y Sofala. En 1981, con solo veinte años, fue ascendido a comandante militar del ejército rebelde.
A mediados de 1983, el liderazgo de la RENAMO en la provincia de Nampula, abrió un nuevo frente allí contra las fuerzas de seguridad del estado, presidido por Momade. Ese mismo año fue ascendido a Mayor General. Después de los primeros intentos de un proceso de paz entre el FRELIMO y la RENAMO, Momade, junto con otros generales de la RENAMO, coordinó el proceso desde el lado opositor. En 1992 fue ascendido a teniente general, esta vez de un ejército mozambiqueño unificado. Tras la conclusión del acuerdo de paz entre el FRELIMO y la RENAMO (Acuerdos Generales de Paz de Roma), Momade formó parte de la comisión para supervisar el alto el fuego.

## Carrera política posterior
A partir de 1994 y a diferencia de la mayoría de los líderes militares de la RENAMO, que asumieron cargos en el ejército nacional, Momade optó por iniciar una carrera política civil dentro de la RENAMO como un partido de oposición en la naciente democracia. En 1996 resultó elegido diputado provincial de Nampula, aunque solo cumplió tres años de su mandato de cinco, ya que en 1999 resultó elegido diputado de la Asamblea de la República. Dentro de su partido, Momade fue elegido secretario general en 2007. En 2013, su sucesor, Manuel Bissopo, asumió el control y Momde fue nombrado Jefe de Defensa y Seguridad de la RENAMO. Ocupó el cargo durante un segundo levantamiento armado esporádico de la RENAMO, encabezado también por Dhlakama, que duró entre 2013 y 2018.
El 3 de mayo de 2018, luego de haber presidido la RENAMO durante casi cuatro décadas, Dhlakama murió de un ataque al corazón, desatando una intensa crisis interna en su partido. Tan solo un mes antes, ante el evidente deterioro de la salud de Dhlakama, Momade había sido designado como su sucesor inmediato en una reunión extraordinara del partido. Tras el fallecimiento de Dhlakama, Momade asumió entonces la presidencia interina de la RENAMO y continuó negociando el proceso de paz con el presidente Filipe Nyussi. Su asunción como presidente de la RENAMO le exigía renunciar a su mandato parlamentario y residir en la sede partidaria de Gorongosa. Después de cuestionar inicialmente si la muerte de Dhlakama pondría en peligro el proceso de paz entre las dos partes, Momade continuó la negociación con el gobierno de Nyussi. Expresó optimismo sobre un nuevo tratado de paz a fines de 2018.
En un congreso partidario de la RENAMO en enero de 2019, aproximadamente 700 delegados eligieron a Momade como el nuevo presidente permanente. Momade se impuso ampliamente ante sus rivales Elias Dhlakama, el hermano del difunto Afonso Dhlakama, con 238 votos, y Manuel Bissposo, secretario general del partido, con 410 votos, y el diputado Herminio Morais, con cinco votos. Analistas políticos describieron a Momade como un "líder unificador", capaz de unir a la facción militar y la facción civil de la RENAMO tras el fallecimiento de Dhlakama, que hasta entonces dirigía indiscutidamente el partido y era visto como la "personificación de la RENAMO". La elección de Momade como presidente del partido significa también su nombramiento como candidato presidencial para las elecciones de 2019.